# Torres El Faro
Las Torres El Faro, son un complejo de 2 torres interconectadas entre sí, ubicadas en el barrio de Puerto Madero, Buenos Aires, Argentina.
En el momento de su construcción fueron los edificios más altos del país, sin embargo, en el año 2008 las igualó la Torre Repsol YPF, luego en el 2009 fueron superadas por las vecinas Torres Mulieris (161,4 m) (ambas en Puerto Madero). Finalmente, en el año 2018, se finalizó la construcción de la Torre vecina, Alvear Tower (235 metros de altura), convirtiéndose en el edificio más alto de Argentina.

## Arquitectura
Poseen una altura total de 160m y una superficie de 57.190 m². Están conectadas entre sí mediante cuatro puentes, cada uno a 11 pisos de distancia, y en el último puente, que se encuentra en el piso 46), se encuentra un salón de estar/ mirador con vista al río.
Están compuestas por 160 departamentos, piscina al aire libre, un spa, sauna, gimnasio, dos estacionamientos subterráneos para titulares e invitados, entre otras instalaciones secundarias.

## Construcción

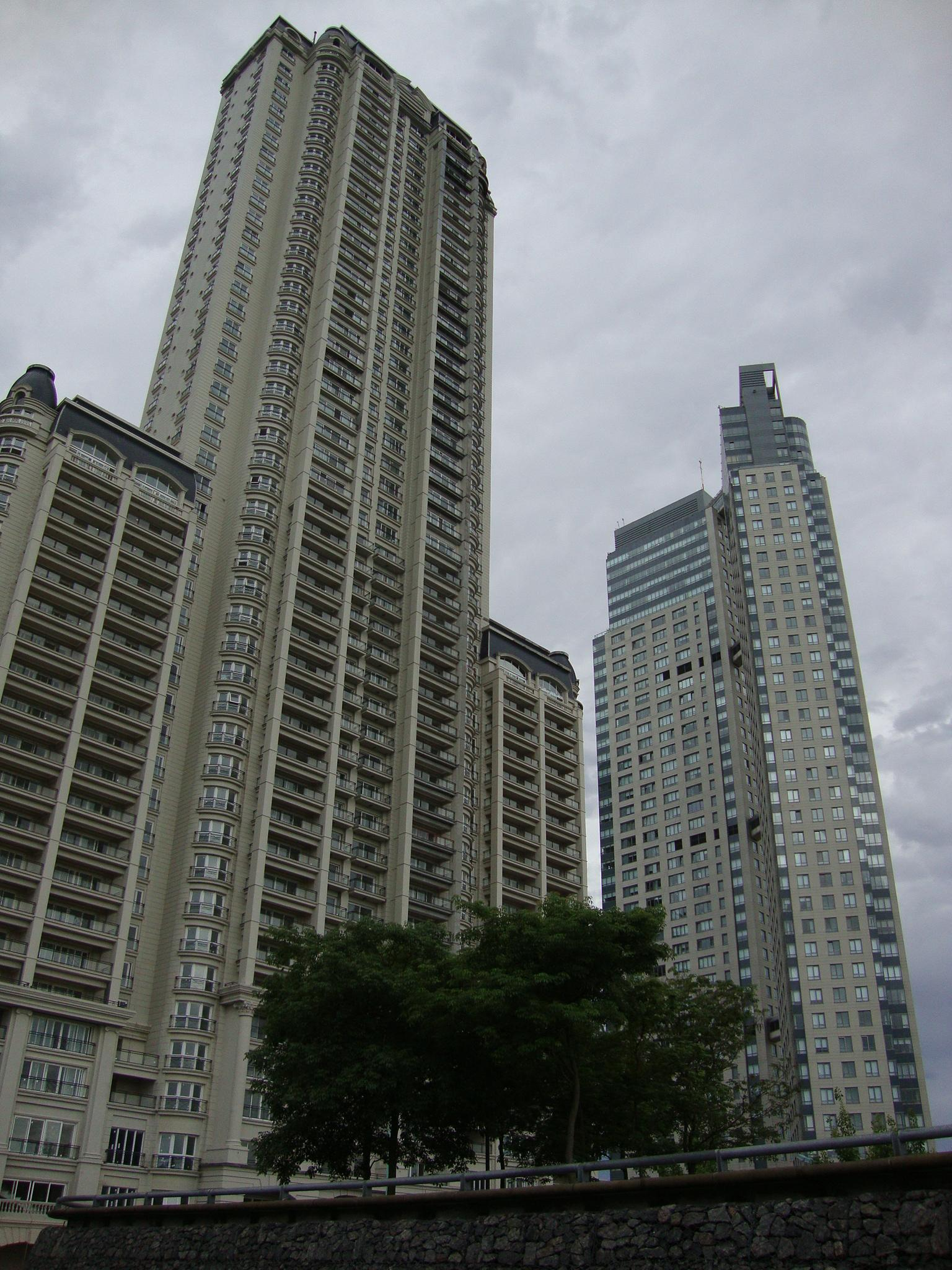
Tras la Torre Château Puerto Madero.

El proyecto el Faro nació aproximadamente hacia 1999, con las remodelaciones al barrio nuevo de Puerto Madero. El proyecto estaba compuesto desde un inicio por dos torres de 170 metros de altura, con 48 plantas distribuidas. Las torres estarían conectadas entre sí por varios puentes en cuatro niveles diferentes. El proyecto diseñado por el estudio de Berardo Dujovne,  Silvia Hirsch y María Dujovne fue aprobado entre 2000 y 2001, y la construcción de la torre 1 dio inicio. Aunque hubo varias propuestas por parte de gente de la Reserva Ecológica Costanera Sur, la torre 1 concluyó su construcción en 2003 con su inauguración. La torre fue comercializada a tiempo de que iniciaba la construcción de la torre dos. Hubo quejas de que se había intercambiado la ley 123 por la ley 452, debido a que se necesitaba una cantidad baja o media de impacto ambiental para aprobar el proyecto. En 2005 la torre 2 finalizó su construcción y fue comercializada, finalizando en proyecto de las torres. Estas pasaron a ser las más altas de Buenos Aires y Argentina
La empresa constructora fue Ingeplam S.A.